# Karin Evers-Meyer

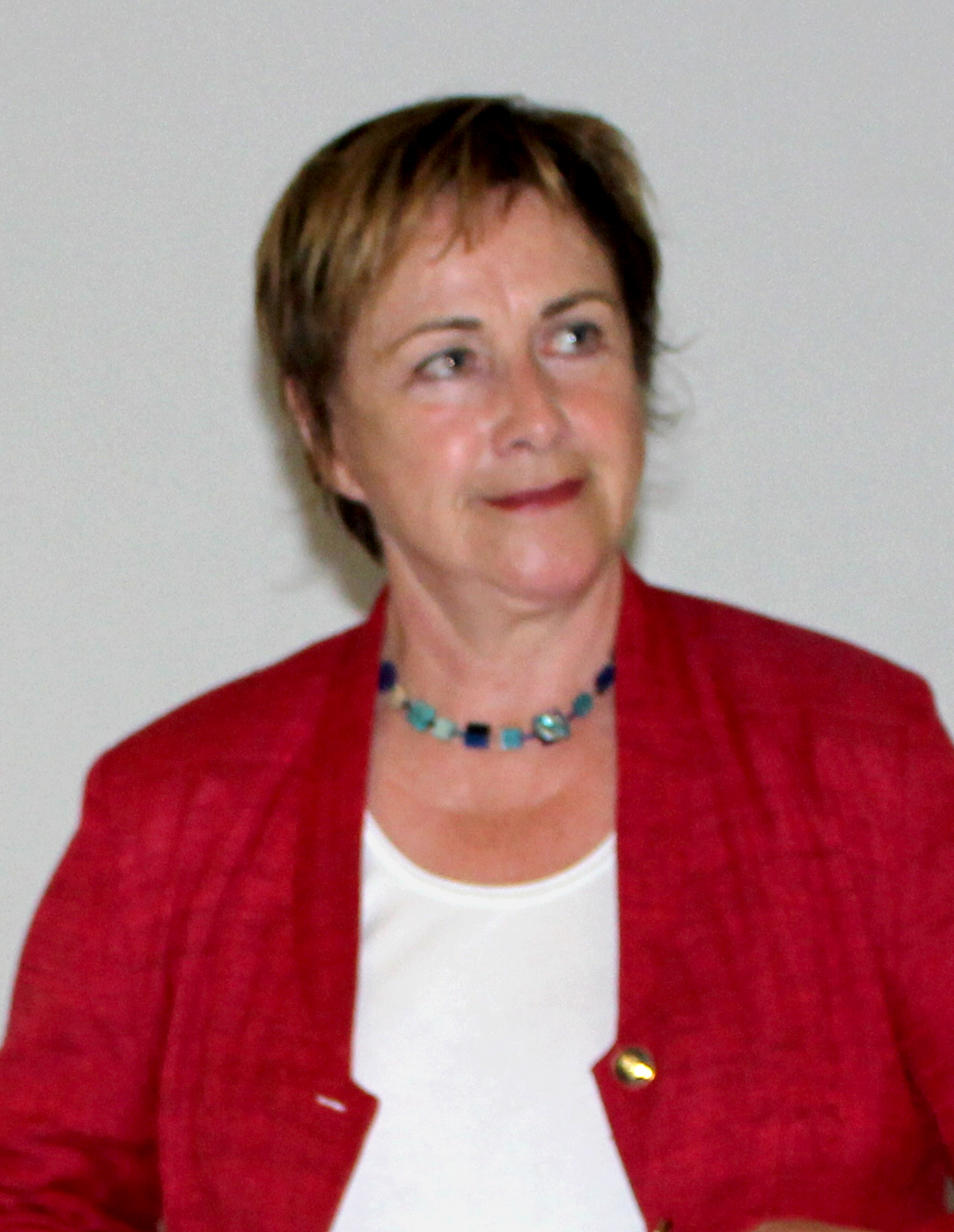
Karin Evers-Meyer 2013 in Wittmund

Karin Evers-Meyer, geb. Evers, (* 10. September 1949 in Neuenburg, Landkreis Friesland) ist eine deutsche Politikerin (SPD). Sie war von 2005 bis 2009 Beauftragte der Bundesregierung für die Belange behinderter Menschen.

## Leben und Beruf
Nach der Mittleren Reife absolvierte Karin Evers-Meyer eine kaufmännische Ausbildung und war anschließend an der Akademie der Künste  in Berlin tätig. Nach der Erziehungspause war sie als Autorin von Industriefilmen tätig.
Karin Evers-Meyer ist verheiratet und hat zwei Söhne zur Welt gebracht. Einer ihrer Söhne ist verstorben. Ihr verstorbener Sohn wurde aufgrund eines Geburtsschadens mit Behinderung geboren.

## Partei
Sie ist seit 1978 Mitglied der SPD.

## Abgeordnete
Karin Evers-Meyer gehörte von 1997 bis 2001 dem Rat der Gemeinde Zetel an. Von 1986 bis 2006 war sie Mitglied des Kreistages des Landkreises Friesland. Von 1998 bis 2002 gehörte sie außerdem dem Niedersächsischen Landtag an.
Von 2002 bis 2017 war sie Mitglied des Deutschen Bundestages. Hier war sie von Mai bis Oktober 2005 stellvertretende Sprecherin der Arbeitsgruppe Sicherheitsfragen der SPD-Bundestagsfraktion. Ab November 2009 war sie stellvertretende Sprecherin der Arbeitsgruppe Sicherheits- und Verteidigungspolitik ihrer Fraktion.
Karin Evers-Meyer zog stets als direkt gewählte Abgeordnete des Wahlkreises Friesland – Wilhelmshaven in den Bundestag ein. Bei der Bundestagswahl 2005 erreichte sie hier 50,4 % der Erststimmen. Bei der Bundestagswahl 2009 konnte sie ihr Direktmandat trotz Verlusten mit 39,9 % der Erststimmen verteidigen. In der 17. Wahlperiode des Deutschen Bundestages war sie ordentliches Mitglied des Verteidigungsausschusses und stellvertretendes Mitglied des Haushaltsausschusses des Bundestags. In der 18. Wahlperiode war sie Mitglied des Haushaltsausschusses des Bundestags sowie stellvertretendes Mitglied des Verteidigungsausschusses.

## Öffentliche Ämter
Karin Evers-Meyer war von 1994 bis 2003 ehrenamtliche Landrätin des Landkreises Friesland.
Am 24. November 2005 wurde Karin Evers-Meyer zur Beauftragten der Bundesregierung für die Belange behinderter Menschen ernannt. In dieser Tätigkeit unterzeichnete sie 2006 in New York die UN-Konvention über die Rechte von Menschen mit Behinderungen der Vereinten Nationen, die in Artikel 24 zu einem „inklusiven“ Bildungssystem verpflichtet. Am 4. Dezember 2008 wurde die Behindertenrechtskonvention im Deutschen Bundestag verabschiedet, mit der sich Deutschland, völkerrechtlich bindend, offiziell zur Inklusion verpflichtet. Evers-Meyers Tätigkeit als Beauftragte der Bundesregierung für die Belange behinderter Menschen endete mit Beginn der 17. Wahlperiode des Deutschen Bundestags.

## Ehrenamt
Karin Evers-Meyer wurde auf der Landesversammlung des DRK-Landesverband Oldenburg am 21. Juni 2017 zur Vizepräsidentin gewählt. Am 26. Juni 2018 übernahm sie das Amt der Präsidentin des DRK-Landesverbandes Oldenburg von Dieter Holzapfel. Sie trat nach nur einjähriger Amtszeit am 13. Juni 2019 von dieser Funktion zurück.
Sie war von 1995 bis 2005 ehrenamtliche Präsidentin des Niederdeutschen Bühnenbundes Niedersachsen und Bremen. Nach der Amtszeit wurde ihr der Titel Ehrenpräsidentin verliehen.

## Ehrungen
Im Dezember 2016 wurde sie mit dem Bundesverdienstkreuz ausgezeichnet.

## Zitate
Zur Situation von Menschen mit Behinderung in der Bundesrepublik Deutschland:

„Kein vergleichbares Land sortiert Kinder nach Behinderungsarten. Für jeden Fall haben wir eine gesonderte Schule. Aber danach gibt es nicht etwa einen Job, sondern eine Werkstatt für Behinderte – weiter getrennt vom Rest der Welt.“

„Weil wir Behinderte in unserem Alltag immer weniger sehen, entfremdet sich die Gesellschaft von ihnen.“